# Río Malvellido
El Malvellido es un río del interior de la península ibérica, afluente del Hurdano. Discurre por la provincia española de Cáceres, en la comarca de Las Hurdes.

## Descripción

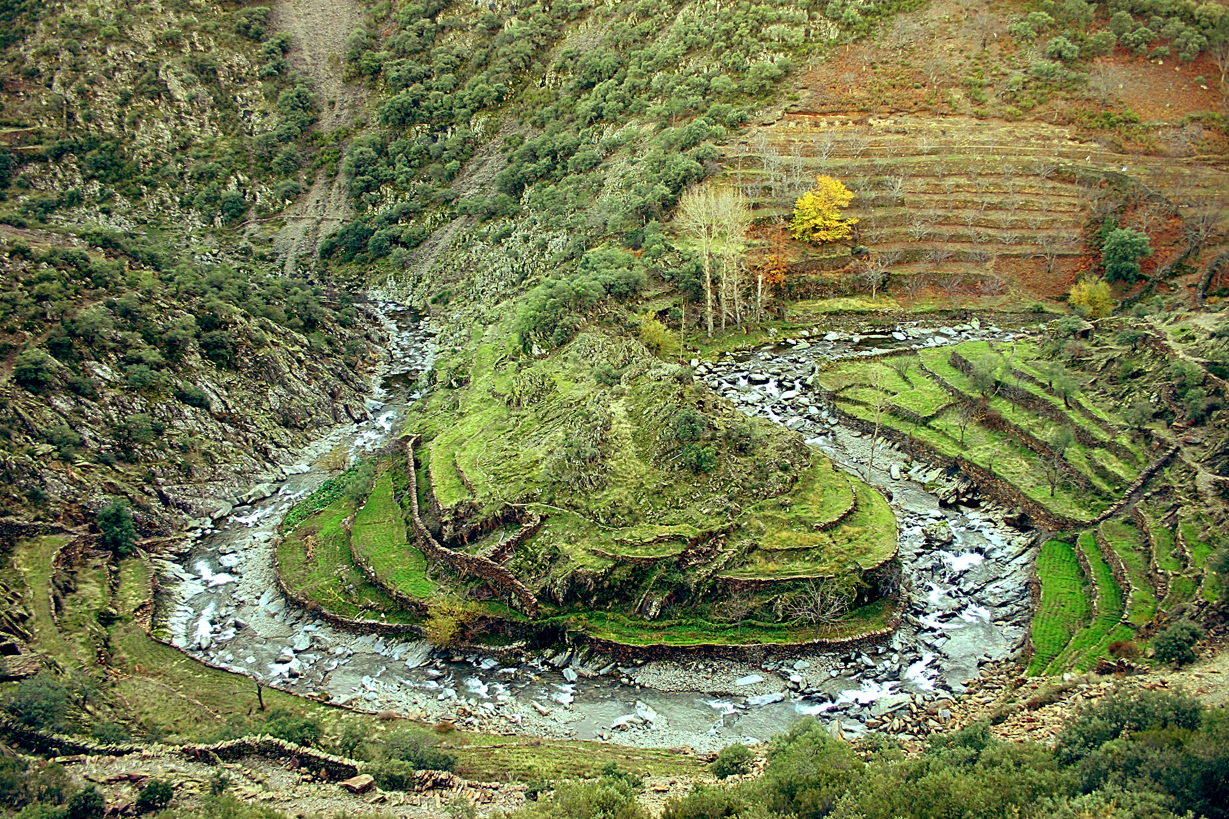
Meandro del Malvellido

El río, denominado «Malvellido», pertenece a la cuenca hidrográfica del Tajo y discurre en sentido oeste-este por la comarca de Las Hurdes. Es afluente del río Hurdano, al que cede sus aguas cerca de la alquería de Cerezal, en el término municipal de Nuñomoral, tras pasar previamente junto a las localidades de El Gasco, La Fragosa y Martilandrán. El Hurdano más adelante desemboca en el Alagón, un tributario del Tajo.
Sus aguas acaban vertidas en el Atlántico.